# Eaux territoriales

Les zones maritimes du droit international de la mer

Les eaux territoriales ou mers territoriales sont la partie de mer côtière sur laquelle s'étend la souveraineté d'un État côtier. Sa largeur maximale est fixée à 12 milles marins (soit 22 224 mètres) par la Convention des Nations unies sur le droit de la mer, ou résulte d'un partage médian du littoral pour les États voisins dont les côtes sont distantes de moins de 24 milles.
La largeur de la mer territoriale est comptée à partir de la ligne de base, ou à partir de la ligne de base archipélagique pour les États archipels.

## Droits et devoirs des États

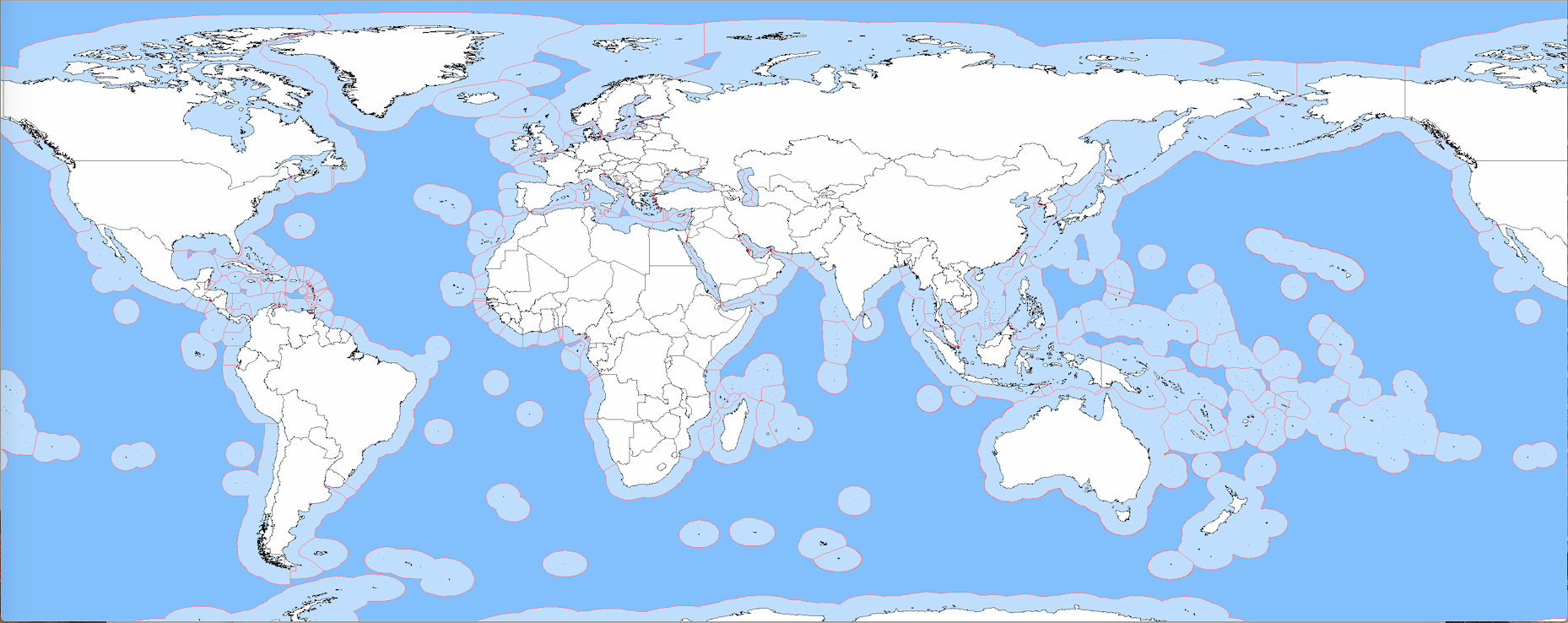
Ensemble des zones économiques exclusives, en bleu clair. Les eaux internationales figurent en bleu foncé.

Concernant la territorialité, les usages, puis le droit de la mer se sont peu à peu structurés autour de deux thèmes parfois difficiles à concilier (en période de guerre par exemple, et/ou dans le cas de navires, éventuellement anciens ou en mauvais état, transportant des chargements polluants et/ou hautement dangereux (explosifs, toxiques, biologiquement dangereux ou radioactifs). Ces deux thèmes sont :
1. la liberté de circuler en haute-mer ; elle est reconnue par le droit international, tout comme est reconnue l'inviolabilité du territoire national. Cette liberté est associée aux droits souverains coutumiers des États sur leur territoire, leurs sous-sols et leur espace aérien, et sur leurs eaux intérieures, pour y exercer l'ensemble de leurs lois, réglementer toutes les utilisations et exploiter toutes les ressources ;
2. une liberté dérogatoire pour les navires circulant dans les eaux territoriales de l'état, et tout particulièrement dans les détroits. Là, une certaine liberté de circuler persiste donc, ne pouvant qu'être — en temps normal — restreinte par certains contrôles ou intérêts légitimes (péril imminent, contrôles douaniers, vérifications fiscales, risque de pollution ou d'accident...)[1],[2]. Elle découle du droit de passage inoffensif[3], créant une sorte de territoire neutre provisoirement ouvert au passage d'armées étrangères en action de guerre, concept à ne pas confondre à l'actuelle servitude de passage[4], autrefois associé au principe d'une "guerre juste" et souvent considéré comme relevant du droit naturel[4]. En mer, il permet d’éviter que des navires soient condamnés à une perpétuelle errance en haute mer ou à de longs détours. Il a peu à peu été convenu que tout État côtier doit autoriser le passage des navires de guerre et marchands en transit devant ses côtes[5], et est accordé à condition que les navires ne porte pas atteinte à la paix, ne fassent pas de tort à l'État-hôte (ne menacent pas sa sécurité et n'enfreignent pas ses lois)[6]. La Convention de Montego Bay (1982, article 19) confirme ce droit de passage inoffensif.

### Contestations
Pendant et depuis la négociation de la Convention des Nations unies sur le droit de la mer (1982), divers États côtiers ont revendiqué et/ou revendiquent encore des aménagements à ce droit, réclamant :
- de pouvoir, dans leurs eaux territoriales et/ou leur zone économique exclusive (ZEE), refuser le passage aux bateaux potentiellement hautement polluants et/ou dangereux, notamment à la suite de cas tels que ceux du Pacific Teal et du Pacific Pintail (combustible nucléaire hautement radioactif à recycler transporté entre le Royaume-Uni, la France et le Japon)[7],[8] ; le Canada s’est fait le champion de cette cause[9].
- de pouvoir exiger une autorisation ou une notification préalable au passage des navires de guerre étrangers dans des eaux territoriales autres que les siennes[10].

En 1982, les grandes puissances ont préféré faire en sorte que leurs propres forces aéronavales puissent librement circuler dans le monde en cas de guerre ; d'autres demandes sont :
- la possibilité de considérer comme cas particulier les navires à propulsion nucléaire, possibilité qu'envisageait la Convention de 1960 sur la sécurité des vies en mer (chapitre VIII, portant sur les navires à propulsion nucléaire, prévoyant des standards internationaux spécifiquement pour ces navires, et des normes régissant les obligations et responsabilités des États d’enregistrement ainsi que la création de certificats spéciaux de navigation[9] ;
- la possibilité de (re)considérer l'Arctique (où dans le contexte du réchauffement climatique, de nouvelles voies s'ouvrent avec la fonte de la calotte polaire) comme une zone à particulièrement protéger contre la pollution[11],[12],[9].

### Exceptions liées à La Défense nationale
À titre d'exemple, en France, le décret de 1985 sera la base juridique de textes particuliers, dont :
- une interdiction à tout navires étrangers de circuler aux abords des deux atolls de Mururoa et Fangataufa durant toute la période des essais nucléaires sous-marins/souterrains[14], sachant qu'une instruction du 29 avril 1966 relative à la navigation dans les eaux intérieures et territoriales et aux escales dans les ports et rades des DOM-TOM prévoyait déjà que « Dans les eaux territoriales, le passage inoffensif peut, sans discrimination de pavillon, être suspendu par les autorités locales pour des raisons de sécurité ».
- une interdiction à Greenpeace de pénétrer dans ces eaux territoriales françaises (arrêté du 13 octobre 1985, s'appuyant sur l'article 3 du décret du 6 février 1985 excluant du bénéfice du droit de passage inoffensif un navire se livrant à une activité de « propagande visant à nuire à la défense ou à la sécurité de l'État ». Le préfet a considéré que « le navire Greenpeace et la flottille accompagnatrice se sont, par leur attitude, mis en dehors des conditions qui permettent l'exercice du droit de passage inoffensif dans les eaux territoriales françaises ».
- une interdiction à Greenpeace (12 octobre 1985) d'accès au port autonome de Papeete ;
- une interdiction à un autre bateau de « Greenpeace » (Rainbow Warrior I venu protester contre l'arrivée au Port de Cherbourg d'un cargo japonais transportant du combustible irradié destiné à l'usine de retraitement de la Hague[15] l'accès aux eaux territoriales de toute la France ; un arrêté du Préfet maritime de Cherbourg (4 février 1980) interdit au navire Rainbow Warrior I de séjourner dans les eaux territoriales françaises, précisant dans son motif que « les activités du commandant, de l'équipage et des passagers du Combattant de l'Arc-en-ciel ne relèvent pas du droit de passage inoffensif dans la mer territoriale ».

#### Gestion des risques de pollution marine
Dans les années 1970 les conséquences de pollutions majeures et répétées, dont la marée noire de l'Amoco Cadiz, ont conduit à adapter le « Droit de passage inoffensif », avec par exemple en France un décret du 24 mars 1978 obligeant le capitaine de tout navire transportant des hydrocarbures d'adresser aux autorités maritimes, dès son entrée dans les eaux territoriales françaises, un message indiquant la date et l'heure d'entrée dans la mer territoriale, la position, la route et la vitesse du navire, ainsi que la nature de son chargement.